# 気象台記念公園
気象台記念公園（きしょうだいきねんこうえん）は、千葉県我孫子市にある公園である。旧中央気象台布佐出張所跡地に、2001年に開園した。

## 歴史
1934年に大きな被害を出した室戸台風を機に、気象通信網整備の機運が高まる。中央気象台の台長であった岡田武松は、自身の出身地である東葛飾郡布佐町と交渉し、利根川と手賀川に挟まれた台地上の土地の寄付を受けた。1938年6月19日に中央気象台布佐出張所開設。付近に高い建物のない観測好適地で、ラジオゾンデによる高層気象観測が行われた。1941年に高層気象観測業務が終了し、離島や岬角測候所との連絡用無線施設の役割を担う気象送信所となった。
衛星通信の発達により気象送信所は役割を終え、1999年に廃止された。跡地は我孫子市により、2001年に気象台記念公園として整備された。

## 設備
外周部などにヒバやアカマツ、サクラが植栽され、オストメイト対応のトイレがあるほかは大きな遊具などは設けられず、広大な芝生の原っぱでのびのびと遊ぶことのできる空間となっている。国道356号に面して駐車場が設けられている。敷地の一角にはアメダス我孫子観測所が設けられ、気象観測業務を行っている。

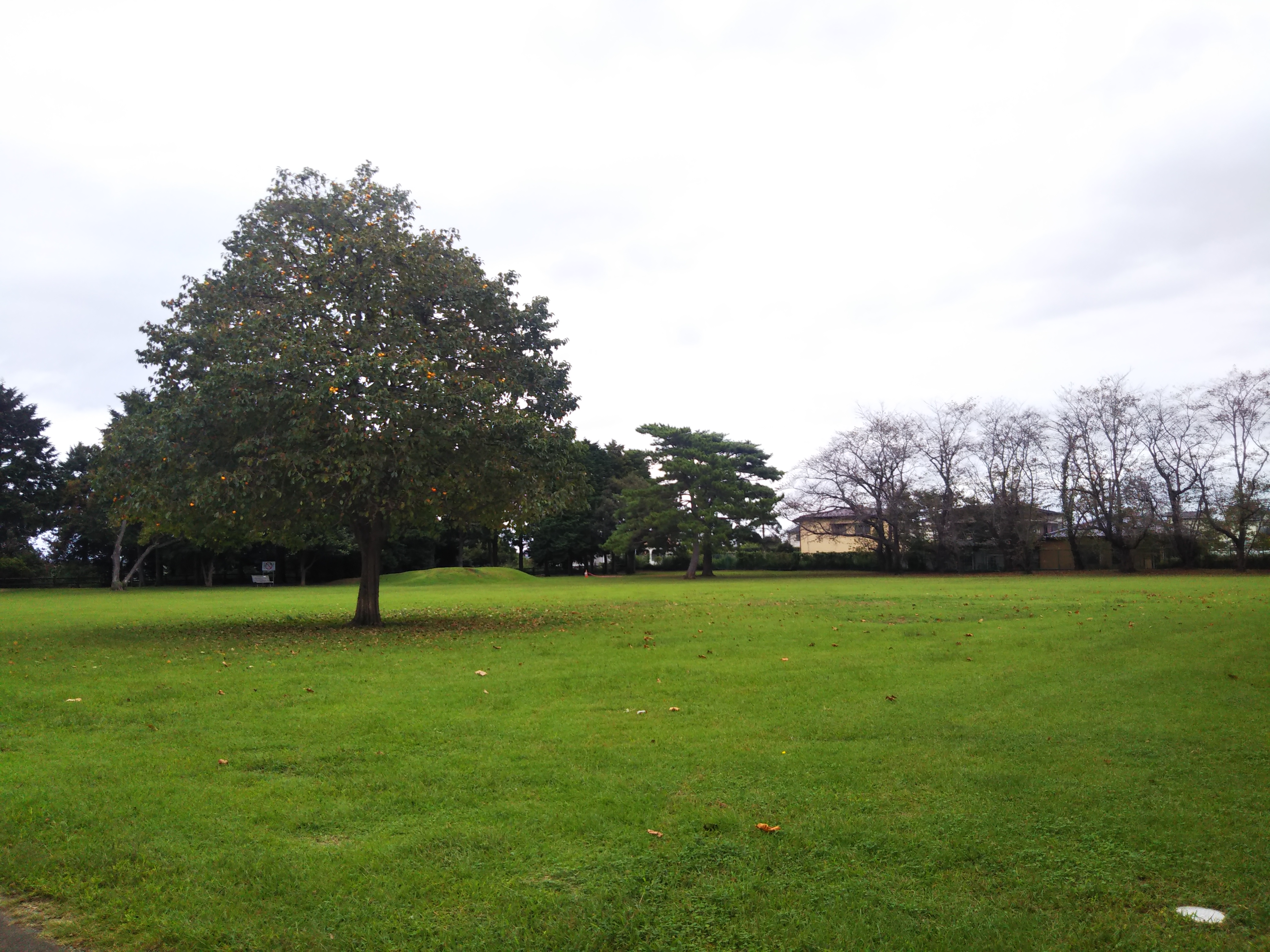
広い原っぱでは、キャッチボールも禁止されていない[3]。
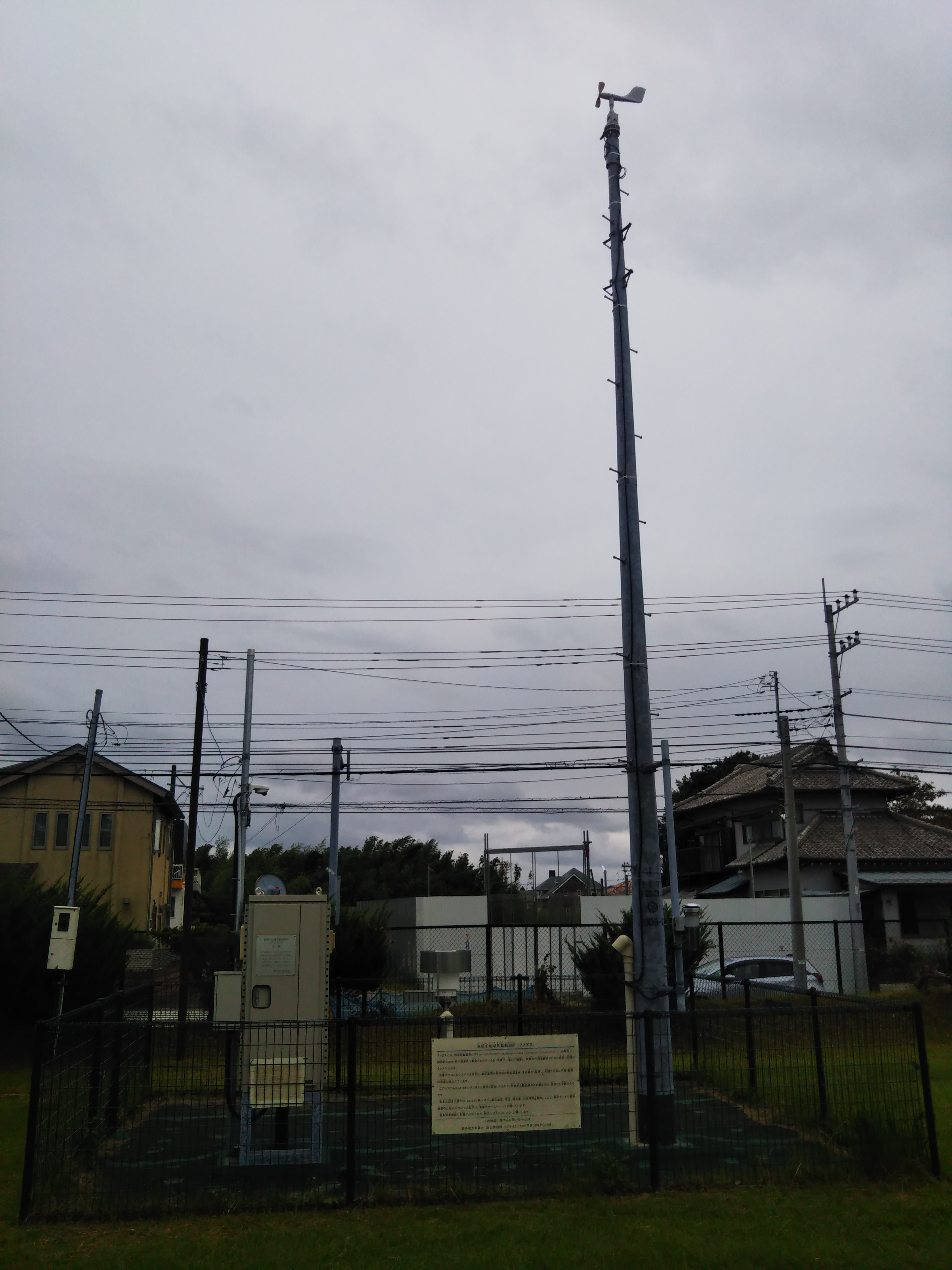
公園敷地内に設置されている、アメダスの観測設備。